# دي الكسندر
دي الكسندر (بالإنجليزية: Dee Alexander)‏ هي موسيقية ومغنية أمريكية، ولدت في القرن العشرين.

## وصلات خارجية
- دي الكسندر على موقع ميوزك برينز (الإنجليزية)
- دي الكسندر على موقع ديسكوغز (الإنجليزية)